# Theologisk Oratorium
Theologisk Oratorium var et luthersk, moderat højkirkeligt, religiøst broderskab for mænd indenfor Folkekirken. Det blev grundlagt i 1927. Opløst i 2016. Formuen er overdraget Selskabet for Tidebøn og Gregoriansk Sang. 
Theologisk Oratorium blev grundlagt af teologiske studenter fra Københavns Universitet. Thomas Lønborg-Jensen havde været i England i 1926 og inspireret af livet blandt ordinanderne i Den anglikanske Kirke på Kelham Theological College. I København tog han initiativ til en religiøst fællesskab for teologiske studenter, som ville forene et liturgisk liv og pastoral omsorg med studierne. Denne kreds af stiftende brødre indbefattede Regin Prenter, Richard Fangel og Dag Monrad Møller. I 1936 tog sognepræst Viggo Lissner initiativ til en "præstegruppe" i Oratoriet, sådan at studenter kunne fortsætte som medlemmer af Theologisk Oratorium efter deres embedseksamen.
Oratoriet var inddelt i regionalkonventer, som mødtes med forskellig hyppighed. Generalkapitel holdtes en gang årligt i juni. Theologisk Oratoriums organisation var enkel, der var ikke noget kapitel, kun broderskabets leder og lederne af regionalkonventerne foruden et udvalg for Generalkapitlet. Tidebøn, nadver og teologisk læsning var en vigtig del af medlemmernes fælles liv. Oratoriet udgav mange bøger, fx om daglig tidebøn og gregoriansk sang - se nedenfor. .
Theologisk Oratorium fejrede sit 75 års jubilæum i 2002. Lederen var siden 1999 Steen Skovsgaard, biskop over Lolland-Falsters Stift, men han blev 2010 afløst af sognepræst Peter Østerby-Jørgensen.
Udgivelser på eget forlag:
1929 Bibelske Psalmer 1. udg. (med 1931 prøve-oversættelsen af Gamle Testamente)
1933 Bibelske Psalmer 2. udgave
1946 Bibelske Psalmer 3. udgave (komplet)
1947 Morgen- og Aftensang 
1953 Gudstjenestekollekterne (med senere udg.)
1953 Ugens Tidebønner
1961 Kirkeårets Tidebønner
Udgivelser på Engstrøm og Sødrings forlag:
1961 Dansk Tidebog 1. udg.  
1962 Ungdommens Tidebog
1963 Antifonale til Dansk Tidebog I
1965 Antifonale til Dansk Tidebog II-III
De senere udgaver af Tidebogen (1971 og 2016-17) skete under Selskabet Dansk Tidegærd (fra 2012 Selskabet for Tidebøn og Gregoriansk Sang) 